# Ormocarpum megalophyllum
Ormocarpum megalophyllum är en ärtväxtart som beskrevs av Hermann August Theodor Harms. Ormocarpum megalophyllum ingår i släktet Ormocarpum och familjen ärtväxter. Inga underarter finns listade i Catalogue of Life.